# Henrique Pires Monteiro
Henrique Sátiro Lopes Pires Monteiro (Lisboa, 12 de janeiro de 1882 — Lisboa, 23 de abril de 1958) foi um oficial de Infantaria do Exército Português e político que, entre outras funções de relevo, foi vereador da Câmara Municipal de Lisboa (1918), governador civil do Distrito do Porto (1919), deputado ao Congresso da República (1922-1925) e Ministro do Comércio e Comunicações do 40.º governo republicano, em funções de 6 de julho a 22 de novembro de 1924. Desenvolveu ao longo de várias décadas, uma interpretação original da relação entre as ciências sociais e a teoria da guerra, com alguns dos seus textos incluídos em trabalhos de antologia.

## Biografia
Depois de concluir o ensino liceal, ingressou na Escola Politécnica de Lisboa e em 1898 assentou praça na Escola do Exército, onde concluiu o curso de arma de Infantaria em 1901. Foi promovido a alferes em 1902 e a tenente em 1906, tendo neste posto concluído em 1907 o curso do Estado-Maior na Escola do Exército. Foi promovido a capitão em 1912, a major em 1917, a tenente-coronel em 1919 e a coronel em 1927, posto em que passou à reserva em 1938.
Integou as forças que defenderam a República contra as incursões monárquicas de 1911-1912 e contra a Monarquia do Norte em 1919. Foi professor na Escola de Guerra (1912-1927) e serviu em diversas unidades do Exército e do Corpo do Estado-Maior. Participou na expedição ao Sul de Angola (1915), com as funções de chefe do Estado-Maior do quartel-general do chefe da coluna, o general Pereira de Eça.
No contexto da Grande Guerra, integrou o Corpo Expedicionário Português (1917-1918) em França, onde desempenhou o cargo de chefe de Repartição de Organização e Instrução do Quartel-General do CEP. Após a guerra, foi um dos principais proponentes da construção num dos campos de batalha da Flandres de um monumento à memória dos portugueses participantes na Grande Guerra, a Aldeia Portuguesa idealizada por Leal da Câmara. Foi professor da Escola Militar, instrutor da Escola Central de Oficiais e vogal da Comissão Técnica de Infantaria.
Membro da esquerda republicana, foi vereador da Câmara Municipal de Lisboa (1918) em representação do Partido Republicano Democrático. Foi governador civil do Distrito do Porto em 1919 e deputado ao Congresso da República em 1922-1925, eleito pelo círculo eleitoral de Santo Tirso.
Foi Ministro do Comércio e Comunicações do 40.º governo republicano, presidido por Alfredo Rodrigues Gaspar, em funções de 6 de julho a 22 de novembro de 1924.
Foi condecorado diversas vezes, tendo recebido, entre outras, a Cruz de Guerra e medalhas de Valor Militar, Bons Serviços, Comportamento Exemplar, comemorativas da campanha do Sul de Angola (1915), e do CEP, em França (1917-1918), da Vitória. Foi feito oficial da Legião de Honra, por serviços prestados na Grande Guerra, em França.

## Obras
O coronel Henrique Pires Monteiro é autor de diversas obras sobre eventos militares, estratégia e a relação entre as ciências sociais e a teoria da guerra. Entre as suas obras contam-se as seguintes:
- O tributo de sangue. Lisboa : Livraria Profissional, 1916.
- A Brigada do Minho na Grande Guerra : discurso proferido no Teatro Sá de Bandeira, em Viana do Castelo, no dia 3 de Maio. Lisboa : Tip. da Escola Militar, 1922.
- Alves Roçadas : chefe militar e administrador colonial. Lisboa : Cosmos, 1930.
- Mobilização dos estados : alguns dos seus aspectos. [S.l. : s.n.], 1932.
- «A Grande Guerra na África Portuguesa», in Revista Militar, n.º 9/10, ano LXXV (Setembro/Outubro de 1923), pp. 456-473.[9]
- Os portugueses na Grande Guerra. Porto : Lello & Irmão editores
- Neves Ferreira : 1846-1902. Lisboa : Cosmos, 1936.
- Sá da Bandeira : glorioso chefe militar e esforçado colonialista. Lisboa : Cosmos, 1936.
- As instituições militares portuguesas através da nacionalidade : síntese histórico-orgânica. Lisboa : Imp. Nacional, 1936.
- Juramento de bandeiras em 22 de Maio de 1938 : Regimeto de Infantaria n.º 17. [S.l. : s.n.], 1938.
- Os conhecimentos militares como ciência social. 1940.
- A libertação da Europa (com Alberto Carlos Aprá). Lisboa : Livraria Popular, 1944.
- Pacificação do sul de Angola (1914-1915). [S.l. : s.n.], 1947.
- Álvaro de Castro em Moçambique : o seu monumento em Lourenço Marques. [S.l. : s.n.], 1949.
- Os conhecimentos militares, ramo das ciências sociais. [S.l. : s.n.], 1950.
- O general Pereira d'Eça, notável chefe militar do nosso século : elogio histórico, proferido na Sociedade de Geografia de Lisboa. Lisboa : Tip. Duarte, 1952.
- Ciência militar e arte de comandar. Lisboa : Rev. Militar, 1953.